# Waaxens (Súdwest-Fryslân)
Waaxens (officieel, Fries: Waaksens) is een dorp in de gemeente Súdwest-Fryslân, in de Nederlandse provincie Friesland. Waaxens ligt ten noordoosten van Bolsward, tussen de dorpen Burgwerd en Lollum, ten zuiden van de  Lathumervaart. Waaxens vormt met Lollum een tweelingdorp. 
In 2023 telde het dorp 80 inwoners. In het postcodegebied van Waaxens ligt de buurtschap De Bieren.

## Geschiedenis
Het dorp is ontstaan op een terp, maar bleef klein omdat het over zowel land als water niet goed te bereiken was. Als eerste werd de waterverbinding verbeterd en in de loop van de 19e eeuw werd het ook over land beter bereikbaar. Vanwege het uitblijven van groei, bleef het open en agrarische karakter zichtbaar.
In de 13e eeuw werd de plaats vermeld als Waxlinghe, in 1377 als de Waxlinge/Waxsinge), in 1440 als Waxens en Waxlinze, in 1664 als Waexens en in 1718 als Waaxens.
De afkomst van de plaatsnaam is onduidelijk. Mogelijk is de naam afgeleid van het Germaanse woord wakslingja dat aangroeisel betekent, maar het kan ook duiden op een persoon met de naam Wachsa. Sinds 1991 is de officiële naam van het dorp het Friestalige Waaksens.
Tot de gemeentelijke herindeling in 1984 maakte Waaxens deel uit van de gemeente Hennaarderadeel, dat toen met de gemeente Baarderadeel opging in de nieuwe gemeente Littenseradeel. En per 2018 is het onder de gemeente Súdwest-Fryslân gaan vallen.

## Kerk

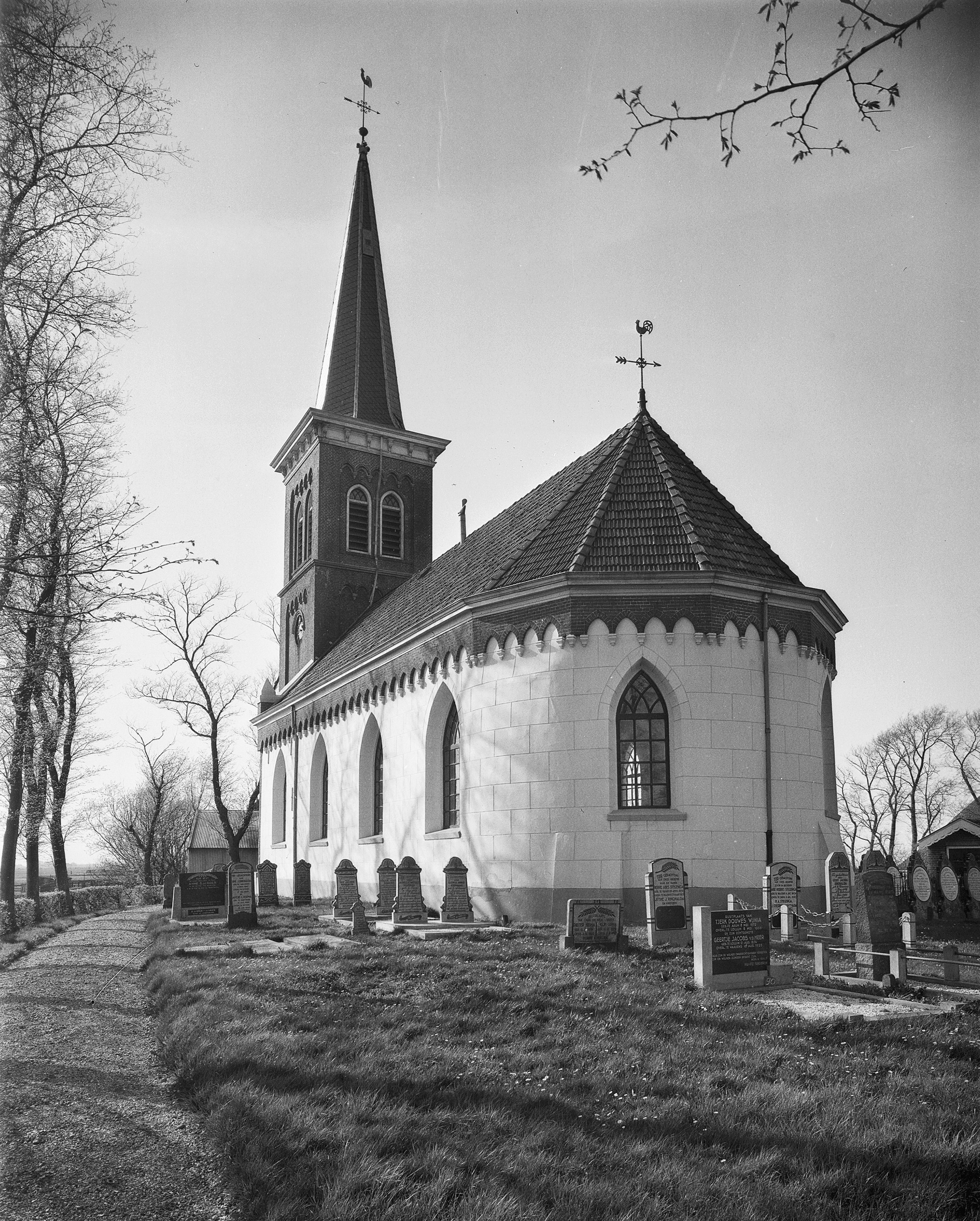
Hervormde kerk

Op de deels vergraven terp van het dorp staat de Hervormde kerk. Deze eenbeukige kerk met halfronde koorsluiting stamt uit de 13e eeuw en verkreeg in de 16e eeuw spitsboogvensters. Het is het enige rijksmonument van het dorp.

## Cultuur en sport
Waaxens en Lollum hebben samen een dorpsbelangenvereniging en dorpshuis, de Nije Haven. Tot 2018 was er een gezamenlijke dorpskrant, de Twa Doarpen. 
De gezamenlijke kaatsvereniging Meiinoar-Ien en de biljartvereniging Lollum Waaksens zijn beide gevestigd in Lollum.

## Bevolkingsontwikkeling
| 1999 | 2002 | 2003 | 2004 | 2009 | 2018 | 2021 | 2023 |
| ---- | ---- | ---- | ---- | ---- | ---- | ---- | ---- |
| 85   | 85   | 84   | 77   | 88   | 85   | 90   | 80   |